# Pilar Ferran
Pilar Ferran Hernández (San Baudilio de Llobregat, 1940) es una política española. 

## Biografía
Estudió Asistencia Social en Colombia. Trabajó durante 8 años como asistenta social y fue profesora de la Universidad de Bogotá. Después volvió a España e ingresó en la UGT y en el Partido de los Socialistas de Cataluña. Con este partido fue elegida concejala de servicios sociales y después teniente de alcalde del Ayuntamiento de Hospitalet de Llobregat en las elecciones municipales de 1983. También fue elegida diputada en las elecciones al Parlamento de Cataluña de 1984 (puesto 26 en la lista) y en las de 1988 (puesto 19 en la lista) por Barcelona, dejando su escaño el 21 de enero de 1992.